# Ashley Cole
Ashley Cole (* 20. prosince 1980 Londýn) je anglický fotbalový trenér a bývalý profesionální fotbalista, který hrával na pozici levého obránce. Svoji kariéru ukončil dne 18. srpna 2019 v týmu Derby County. Mezi lety 2001 a 2014 odehrál také 107 utkání v dresu anglické reprezentace.
Od července 2021 je asistentem trenéra Leeho Carsleyho u anglické reprezentace do 21 let a od února 2022 je zároveň asistentem trenéra Franka Lamparda na lavičce Evertonu.
Po sezóně 2009/10 se stal hráčem, který dokázal vyhrát Premier League se dvěma různými kluby, Arsenalem a Chelsea.

## Klubová kariéra
V sezóně 2011/2012 Ligy mistrů UEFA se Ashley Cole podílel na historicky prvním triumfu Chelsea v této soutěži. Ústřední roli sehrál zejména v semifinálovém domácím utkání proti vysoce favorizovanému španělskému klubu FC Barcelona, v němž anglický tým zvítězil 1:0. Ve finále 19. května 2012 Ashley Cole proměnil svůj pokutový kop v závěrečném rozstřelu, Chelsea jej vyhrála poměrem 4:3 nad německým mužstvem FC Bayern Mnichov.
31. srpna 2012 nastoupil v Monaku v základní sestavě Chelsea k utkání o evropský Superpohár proti španělskému Atléticu Madrid, v němž se střetávají vítěz Ligy mistrů (tehdy Chelsea FC) a Evropské ligy (tehdy Atlético Madrid). Cole hrál do 90. minuty (pak jej střídal na hřišti Ryan Bertrand), ale porážce 1:4 společně se svými spoluhráči zabránit nedokázal. 15. května 2013 slavil se spoluhráči titul v Evropské lize po vítězství 2:1 ve finále nad Benfikou Lisabon.
V červenci 2014 po vypršení smlouvy přestoupil do italského AS Řím. V Chelsea mu trenér José Mourinho už nedával tolik příležitostí na hřišti.
V lednu 2016 se dohodl s AS Řím na ukončení smlouvy a odešel do amerického klubu Los Angeles Galaxy ze zámořské Major League Soccer.

## Reprezentační kariéra

### Reprezentační zápasy
Zápasy Ashley Cola v A-mužstvu Anglie
| Rok    | Zápasy | Góly |
| ------ | ------ | ---- |
| 2001   | 7      | 0    |
| 2002   | 9      | 0    |
| 2003   | 7      | 0    |
| 2004   | 13     | 0    |
| 2005   | 8      | 0    |
| 2006   | 13     | 0    |
| 2007   | 4      | 0    |
| 2008   | 7      | 0    |
| 2009   | 9      | 0    |
| 2010   | 9      | 0    |
| 2011   | 7      | 0    |
| 2012   | 6      | 0    |
| 2013   | 7      | 0    |
| 2014   | 1      | 0    |
| Celkem | 107    | 0    |